# Championnats du monde de semi-marathon 2005
Les 14e Championnats du monde de semi-marathon ont eu lieu le 1er octobre 2005 à Edmonton, au Canada. 156 athlètes issus de 43 nations ont participé à l'évènement.

## Résultats

### Hommes
| Épreuves            | Or                                                                  | Argent                                                                | Bronze                                                              |
| Course individuelle | Fabiano Joseph Naasi 1 h 01 min 08                                  | Mubarak Hassan Shami 1 h 01 min 09                                    | Yonas Kifle 1 h 01 min 13                                           |
| Par équipes         | Éthiopie Sileshi Sihine Abebe Dinkessa Leshane Yegezu 3 h 06 min 18 | Érythrée Yonas Kifle Yared Asmerom Tesfayohannes Mesfen 3 h 07 min 05 | Japon Kazuo Ietani Takayuki Matsumiya Takanobu Otsubo 3 h 08 min 30 |

### Femmes
| Épreuves            | Or                                                                         | Argent                                                                    | Bronze                                                       |
| Course individuelle | Constantina Tomescu 1 h 09 min 17                                          | Lornah Kiplagat 1 h 10 min 19                                             | Susan Chepkemei 1 h 10 min 20                                |
| Par équipes         | Roumanie Constantina Tomescu-Dita Mihaela Botezan Nuta Olaru 3 h 31 min 00 | Russie Galina Bogomolova Lidiya Grigoryeva Irina Timofeyeva 3 h 33 min 05 | Japon Terumi Asoshina Hiromi Ominami Yoko Yagi 3 h 35 min 42 |

## Tableau des médailles
| Rang | Nation | Or | Argent | Bronze | Total |
| ---- | ------ | -- | ------ | ------ | ----- |